# 愛媛農政事務所
松山地域センターは、農林水産省の地方支分部局である中国四国農政局（岡山市）の出先機関。

## 組織
- 松山地域センター（松山市宮田町 松山地方合同庁舎）
  - 大洲支所（大洲市田口甲）

## 管内事務所
- 道前道後平野農業水利事業所（松山市三番町）